# طلال خليفة
طلال خليفة نجم محمد محسن ، إعلامي، ووممثل، ومقدم برنامج، ومذيع كويتي من مواليد 5 مايو 1973 ، مقدم برنامج لايك على تلفزيون الكويت..

## البداية
كانت بداياته في العام 2002 من خلال عدد من الأدوار البسيطة، وبعدها رُشِّح لأدوار البطولة، ومن بين أبرز أعماله البيت المائل مع الفنان عبد الرحمن العقل، والمسلسل البدوي الوعد لزام، والمسلسل التاريخي إخوان مريم وبوكريم برقبته سبع حريم، مع الفنان سعد الفرج، ومسلسل لاهوب، وبعدها أعتزل التمثيل إيماناً بقاعدة صاحب بالين كذاب، فقرر التفرغ لتقديم البرامج التلفزيونية منذ العام 2008 ..

## البرامج التلفزيونية
- عتيج
- الدجة
- استراحة المنوعات
- ليالي البحار
- اكوابارك
- أبيض واسود وملون
- سالفة تجر سالفة
- المندة
- زمان الطيبين
- أسواق المباركية
- الموتر 1
- الموتر 2

كما قدم برنامج لايك على شاشة تلفزيون الكويت، والذي يعرض كل يوم سبت، وفاز البرنامج في مونديال القاهرة الأخير بجائزة أفضل برنامج منوعات، وهو من إعداد أحمد خورشيد وإخراج محمود بهبهاني، وبرنامج لايك يحاكي الماضي الجميل، ويحتوي على ثلاث فقرات هي سيارات الأفلام ورسالة بوعلي والكلمة والمفردة الكويتية.